# Clube de Paris
O Clube de Paris é uma instituição informal constituída pelos 22 abaixo citados cuja missão é ajudar financeiramente países com dificuldades econômicas. O primeiro encontro aconteceu em 1956, quando a Argentina concordou em reunir-se com seus credores na cidade de Paris. Atualmente ocorrem cerca de 10 a 11 encontros por ano dos membros do clube.
O Brasil já realizou desde 1961 - ano em que ocorreu o primeiro contrato - seis acordos com o Clube. Estes acordos foram totalmente quitados em janeiro de 2006, quando o governo federal despendeu cerca de R$ 2,6 bilhões para pagar antecipadamente as duas últimas parcelas do compromisso firmado em 1992 e que venceriam em dezembro de 2006.
Em 1992, no âmbito do Clube de Paris, o Brasil concordou, juntamente com outros credores da Polônia, entre eles a França e a Itália, em conceder aos poloneses um desconto do valor devido, de 50%, dos títulos da dívida pública que ficaram conhecidos como "polonetas".

## Membros
Os 22 membros permanentes são:
- Alemanha
- Austrália
- Áustria
- Bélgica
- Brasil
- Canadá
- Coreia do Sul
- Dinamarca
- Espanha
- Estados Unidos
- Finlândia
- França
- Países Baixos
- Irlanda
- Israel
- Itália
- Japão
- Noruega
- Reino Unido
- Rússia
- Suécia
- Suíça